# دیرفیلد (آیووا)
دیرفیلد (به انگلیسی: Deerfield) یک منطقهٔ مسکونی در ایالات متحده آمریکا است که در شهرستان چیکاسو، آیووا واقع شده‌است.